# Den stad Johannes såg en gång
Den stad Johannes såg en gång är en psalm med text av Walter Russell Bowie med musik ur Repository of Sacred Music 2 från 1813. Texten översattes till svenska 1980 av Arne Widegård och bearbetades 1983.

## Publicerad i
- Psalmer och Sånger 1987 som nr 694 under rubriken "Tillsammans i världen".[1]